# Батлье-и-Грау, Лоренсо
Лоренсо Кристобаль Мануэль Батлье-и-Грау (исп. Lorenzo Cristóbal Manuel Batlle y Grau; 10 августа 1810 — 8 мая 1887) — уругвайский военный и политик, президент Уругвая (1868—1872). Трижды (1847—1851, 1853—1854 и 1865—1868) занимал должность военного министра.

## Биография
Родился в 1810 году в Монтевидео, его родителями были предприниматель Хосеп Батлье-и-Каррео, приехавший в колониальный Монтевидео из Сиджеса, и Гертрудис Грау-и-Фонт. Во время Майской революции отец мальчика выступил на стороне властей, и поэтому когда испанцы были вынуждены эвакуироваться из Монтевидео, семья эмигрировала в Рио-де-Жанейро. Во время правления Артигаса всё их имущество было конфисковано, и было частично возвращено лишь после португальско-бразильского вторжения в 1817 году.
Будучи не в состоянии восстановить прежнее положение, семья уехала в Барселону. Оттуда Лоренсо уехал для продолжения образования во французский Сорез, а завершил образование в Мадриде. В 1823 году он стал свидетелем казни испанского либерала Рафаэля Риего, которая, по его словам, сильно на него повлияла. Он вернулся в Монтевидео лишь в 1831 году, чтобы вступить во владения остатками семейной собственности.
В 1833 году вступил в армию. Во время гражданской войны воевал на стороне Правительства обороны. В 1842—1846 годах был депутатом от департамента Монтевидео в Палате представителей. Так как из-за идущей гражданской войны было невозможно провести выборы для обновления состава парламента, то Хоакин Суарес образовал Ассамблею знати для тех его членов, у кого истёк срок пребывания в должности, и в 1846 году Батлье вошёл в её состав. В следующем году он занял пост министра армии и флота. В 1851 году был произведён в полковники.
После гражданской войны в течение краткого периода был сторонником «политики фузионизма» (слияния бывших противников в единую политическую силу), но очень быстро вернулся в партию «Колорадо». Когда в 1853 году был свергнут Хуан Франсиско Хиро и страну возглавил триумвират — опять стал министром армии и флота. Когда после этого страну возглавил Венансио Флорес, часть членов партии «Колорадо» образовала «Консервативную партию», и в 1855 году Флорес был свергнут в результате Революции консерваторов. Страну временно возглавил Луис Ламас, а Батлье вновь стал министром армии и флота.
Ставший президентом в 1856 году Габриэль Перейра пытался примирить враждующие фракции, и пригласил Батлье в своё правительство, в результате чего с марта 1856 года по ноябрь 1857 года он занимал пост министра финансов, уйдя в отставку после нового выступления консерваторов.
На некоторое время Батлье ушёл из политики, пока в 1865 году к власти в стране при поддержке Бразилии не пришёл Венансио Флорес, в правительстве которого Батлье опять стал министром армии и флота.
В 1868 году Батлье был избран президентом страны. Его правительство полностью состояло из членов партии «Колорадо», из-за чего в 1870 году вспыхнуло организованное Национальной партией восстание, известное как «Революция пик». Будучи не в силах справиться с ситуацией, 1 марта 1872 года Батлье передал власть главе сената Томасу Гоменсоро.
Впоследствии не занимал важных государственных постов за исключением 1877 года, когда во время президентства Лоренсо Латорре он был призван сформировать комиссию для возвращения страны к нормальной политической жизни.
В 1882 году президент Максимо Сантос произвёл Батлье в бригадные генералы. Впоследствии Батлье был вынужден уехать в изгнание в Буэнос-Айрес, и вернулся лишь в 1886 году, после отстранения Сантоса от власти.